# Enel (auteur)
Enel, pseudoniem voor de Frans-Russische auteur Michail Vladimirovitsj Skarjatin (Sint-Petersburg, 6 mei 1893 - Glion, 1963), was een erudiet, occultist en onderzoeker. Hij sprak Russisch, Frans, Latijn, Hebreeuws en Sanskriet.

## Biografische gegevens
Enel was van huize uit prins en verwant met de Romanovs. Van opleiding was hij Doctor in de Rechten.
Vanaf de Russische Revolutie vestigde Enel zich in Frankrijk, waar hij zich ontpopte als verdienstelijk amateuregyptoloog. Zijn meester in de Egyptologie was Gaston Maspero. Verder heeft hij zich toegelegd op de radionica. Hij was eveneens specialist in astrologie, kabbala en het werk van Antoine Fabre d'Olivet. In 1931 verhuisde hij naar Egypte en in 1953 vestigde hij zich definitief in Zwitserland, waar hij een tijdje als onderzoeker werkte voor Nestlé. Hoewel een discreet persoon, weten we via zijn uitgever dat hij de grote Franse occultisten en parapsychologen uit zijn tijd heeft gekend, onder meer Papus, Alexandre Saint-Yves d'Alveydre, Albert de Rochas, Charles Lancelin, Raymond Abellio en Meester Philippe.
Zijn ouders waren bevriend en buren van de ouders van de gravin Keller, de latere echtgenote van Alexandre Saint-Yves d'Alveydre. Beide families waren actief in de studie van esoterische onderwerpen.

## Gepubliceerde werken in het Frans
- Le Sacrifice. Brussels, 1923.
- Post Mortem, Toulon, Cabasson, 1929/Paris, Omnium Littéraire, 1958
- Essai d'Astrologie Cabbalistique. Toulon, 1929. Ed Cabasson..
- La Trilogie de la Rota ou Roue Céleste, Toulon, Cabasson, 1928/Lyon, Paul Derain, 1960
- Manuel de Cabbale pratique
- La Langue sacrée, Paris, Foua Lamessine, 1934
- Gnomologie, Paris, Omnium Littéraire, 1959
- Les origines de la Genèse et l'enseignement des Temples de l'ancienne Egypte (2 vol.), Le Caire, Institut Français d'Archéologie Orientale, 1936
- Cures magiques au XXe siècle, Toulon, Cabasson, 1929/Paris, Omnium Littéraire, 1959
- Radiations des formes et Cancer, Le Caire, Al-Maaref, 1951/Paris, Dangles, 1959
- Premiers pas en Radiesthésie thérapeutique, Le Caire, Al-Maaref, 1949/Paris, Omnium Littéraire, 1958
- Mystères de la vie et de la mort. Paris,  Ed. Maisonnave et Larose, 1966.
- Traitement à distance par radiations, Paris, Dangles, 1959
- Le Principe du Dédoublement dans l'Enseignement Egyptien, Paris, Heugel, 1934
- La médecine au temps des Pharaons
- L'enfant du Nil, la vie secrète de Moïse, Paris, Maisonneuve & Larose, 1984
- Approche Thérapeutique. Paris, 2001. Ed.Arka. (Premiers pas en Radiesthésie Thérapeutique, + Radiations des Formes et Cancer, + Traitement a Distance par Radiation).
- Le Monde Astral et l´Ocultisme. Paris, Ibacom 2016.
- Science Egyptienne et Médecine de l´Astral. Paris, Ibacom, 2018.
- Radiesthésie Thérapeutique. Paris, Ibacom, 2019.

## Gepubliceerde werken in het Engels, Spaans, Italiaans en Pools
- Message from the Sphinx (London, Rider & Co., 1936)
- The Hebraic Cabala
- Trilogia de la Rota o rueda Celeste; tres tratados de astrología y cábala. Ed. Teorema, 1985.
- Trilogía della Rota: saggi di astrologia cabalistica. Ed. Atanor, 1982.
- Il messaggio della sfinge. Roma, 1993. Ed. Atanor.
- Post Mortem, Fine e resurrezione secondo le Antiche Dottrine. Roma, 2005. Tre Editori.
- Pierwsze kroki w radiestezji terapeutycznej. Warszawa, 1983.

## Gepubliceerde artikelen in het Frans
- Astrologie médicale (Hermétisme, 1928)
- Astrologie ancienne et Astrologie moderne (Psyché, 1928)
- Astrologie cabbalistique (Psyché, 1928)
- L'envoûtement (Psyché, 1929)
- Le cliché astral (Annales d'Hermétisme, 1929)
- La lettre mère (Astrosophie, 1929)
- Commentaires sur quelques symboles cabbalistiques (Le Voile d'Isis, 1929)
- La sagesse de l'arome (Psyché, 1930)
- Les foyers de lumière (Psyché, 1929)
- Technique d'une cure magique (Astrosophie, 1930)
- L'immortalité (Astrosophie, 1930)
- Le maître (Astrosophie, 1931)
- La magie (Astrosophie, 1931)
- Le principe de dédoublement dans l'enseignement égyptien (Psyché, 1933)
- Quelques données sur l'astrologie égyptienne (Psyché, 1933)
- Lettre à M.V. (Psyché, 1933)
- Exemple d'interprétation du sens caché des hiéroglyphes (Psyché, 1934)
- La chaine magique (Astrosophie, 1934)
- La médecine au temps des pharaons (Les Papiers du Merveilleux, 1934)
- Sur la rive ouest du Nyl (Astrosophie, 1938)
- Exemple d'interprétation du sens caché des hiéroglyphes (Initiation et Sciences, 1954)
- Technique d'une cure magique (transfert d'une maladie d'un homme sur une plante (Initiation et Sciences, 1954)
- Les Foyers de Lumière (Initiation et Sciences, 1955)
- Comment les vivants peuvent aider le mourant (Initiation et Sciences, 1956)
- Le suicide de l'humanité (Initiation et Sciences, 1956)
- Le problème de la vie et de la mort (Initiation et Sciences, 1957)

## Gepubliceerde artikelen in het Engels, Duits en Russisch
- An oriental legend retold (The Seer, 1930)
- Heptba. (Sacrifice). 1925.
- Der Zarenmord und die rätselhaften Zeichen am Tatort des Mordes. (Sacrifice). München, 1931.

## Links
° Enel. Forces d'induction, comparaison entre les eléments de la kabbala.  http://a-de.net/public/ark/revues/livre_10.pdf
*Heptba (Le Sacrifice) pdf:https://pokrov.volkovichi.ru/sites/default/files/library/Редактирование ЖЕРТВА (Статья или Новость на сайт)/enel._zhertva.pdf
- Bibsys: 99065817
- Bibliothèque nationale de France: cb12169856v (data)
- CiNii: DA04522937
- Gemeinsame Normdatei: 1089313381
- International Standard Name Identifier: 0000 0000 8381 7235
- Library of Congress Control Number: n86041998
- Nationale Bibliotheek van Tsjechië: kup20030000025125
- Nationale Bibliotheek van Israël: 987007260858905171
- Nationale Bibliotheek van Polen: a0000001064971
- Nederlandse Thesaurus van Auteursnamen: 115046593
- Réseau des bibliothèques de Suisse occidentale: 02-A000057349
- Istituto Centrale per il Catalogo Unico: SBLV191639
- Système universitaire de documentation: 030240050
- Virtual International Authority File: 50702801
- WorldCat: E39PBJrgP9bptpjPtx9v4gKjmd